# Ziekte van Alzheimer
De ziekte van Alzheimer (vaak kortweg alzheimer genoemd) is een degeneratieve aandoening die geleidelijk begint en steeds erger wordt. Het is de oorzaak van 60 tot 70 procent van alle gevallen van dementie. Het meest herkenbare kenmerk van de ziekte is de moeite met het herinneren van recente gebeurtenissen. Naarmate de ziekte langer duurt, kunnen andere symptomen ontstaan: spraak- en taalproblemen, desoriëntatie (o.a. gemakkelijk verdwalen), stemmingswisselingen, een verlies van motivatie en initiatief, verminderde zelfzorg en gedragsproblemen. Uiteindelijk zonderen de patiënten zich af van hun naasten en trekken ze zich terug uit het dagelijks leven. Hoe snel de ziekte verergert verschilt van patiënt tot patiënt. De gemiddelde levensverwachting na diagnose is drie tot negen jaar.
De oorzaak van Alzheimer is onduidelijk, maar wel was in 2009 al bekend dat genetische factoren en risicofactoren in de omgeving er in verband mee worden gebracht. Ook komen er steeds meer aanwijzingen dat sommige strategieën succesvol zijn bij het voorkomen van de ziekte. Voortschrijdend wetenschappelijk onderzoek geeft steeds meer duidelijkheid. Men denkt dat ongeveer 70% van het risico genetisch is bepaald; er zijn meerdere genen bij betrokken. Het onderliggende ziekteproces wordt in verband gebracht met plaques en tangles in de hersenen. Een waarschijnlijke diagnose kan worden gesteld op basis van neurologisch onderzoek, cognitieve testen, beeldvormend medisch onderzoek en bloedtesten om andere diagnoses uit te sluiten. Studie van het hersenweefsel is vereist om de definitieve diagnose te kunnen stellen.
Er bestaan geen medicijnen om de ziekte te genezen of de voortgang te stoppen, maar sommige symptomen kunnen wel worden bestreden.
In 2015 waren er wereldwijd naar schatting 29,8 miljoen mensen met de ziekte van Alzheimer. De ziekte wordt meestal vastgesteld bij personen die ouder zijn dan 65 jaar, maar in 4 tot 5% van de gevallen is er sprake van een vroeg begin (jonger dan 65) van de ziekte van Alzheimer. Ongeveer 6 op de 100 mensen boven de 65 worden door de ziekte getroffen. De aandoening is vernoemd naar Alois Alzheimer, een Duitse psychiater en neuropatholoog.

## Geschiedenis

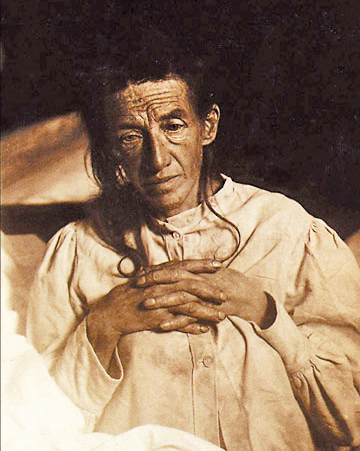
Auguste Deter

In 1906 beschreef de Duitse psychiater neuropatholoog Alois Alzheimer voor de eerste keer de ziekte, die later bekend werd als de ziekte van Alzheimer. De patiënt was een 50-jarige vrouw met de naam Auguste Deter, die in 1901 opgenomen was in de psychiatrische inrichting van Frankfurt am Main. Alois Alzheimer begeleidde de vrouw tijdens haar ziekenhuisopname. Zij verbleef in deze inrichting tot aan haar dood in 1906.
In die tijd was Alois Alzheimer laboratoriummanager bij Emil Kraepelin in München. Hij was geïnteresseerd in de zaak en na haar dood deed Alois Alzheimer een autopsie op haar hersenen en beschreef eiwitophopingen -amyloïde plaques- aan de buitenkant en rondom de hersencellen. Binnen in de hersencellen bemerkte hij de aanwezigheid van kluwen vezels, de neurofibrillaire kluwen. De daarop volgende vijf jaren werden elf vergelijkbare gevallen in de medische literatuur beschreven. In enkele van deze publicaties werd al gebruikgemaakt van de term ziekte van Alzheimer. De officiële naam gaat terug naar de psychiater Emil Kraepelin. Hij noemde de ziekte in de achtste editie van zijn leerboek van de psychiatrie gepubliceerd in 1910 de ziekte van Alois Alzheimer.

## Ziektebeeld
De voortgang van de ziekte van Alzheimer kan worden opgedeeld in vier stadia, waarbij geestelijke en functionele beperkingen steeds groter worden.

### Preklinische dementie
De eerste kenmerken worden vaak ten onrechte toegeschreven aan het ouder worden of aan stress. Uitgebreid neuropsychologisch testonderzoek kan milde geestelijke problemen aantonen tot wel zes jaar voordat iemand voldoet aan de criteria voor de diagnose. Deze eerste kenmerken kunnen de meest ingewikkelde algemene dagelijkse levensverrichtingen bemoeilijken. Het meest in het oog springende kenmerk is het geheugenverlies: patiënten hebben vaak moeite met het herinneren van recente gebeurtenissen of kunnen niet goed meer nieuwe informatie leren. Patiënten vragen bijvoorbeeld meerdere malen per dag hetzelfde of vergeten afspraken.
Subtiele problemen met executieve functies zoals aandacht, planning, flexibiliteit en abstract denken of beperkingen in het semantisch geheugen kunnen ook kenmerkend zijn voor het begin van de ziekte. Apathie kan soms ook al voorkomen in dit stadium. Depressieve kenmerken, prikkelbaarheid en lichte beperkingen in ziekte-inzicht komen ook voor. De preklinische fase wordt soms ook lichte cognitieve stoornis (vaak afgekort tot MCI, naar Engelse term) genoemd.

### Vroeg
De steeds erger wordende geheugen- en andere problemen leiden uiteindelijk tot de diagnose alzheimer. In een klein percentage patiënten zijn problemen met de taal, executieve functies, waarneming (agnosie), of de uitvoering van bewegingen (apraxie) duidelijker waarneembaar dan de geheugenproblemen. Alzheimer treft niet alle herinneringen of soorten geheugen: herinneringen van langer geleden over het leven van de patiënt (episodisch geheugen), geleerde feiten (semantisch geheugen) en kennis over hoe handelingen moeten worden uitgevoerd (niet-declaratief geheugen) blijven grotendeels bespaard.
Taalproblemen uiten zich vooral in een beperkte woordenschat en een verminderde woordvloeiendheid, waardoor iemand zich minder goed kan uitdrukken in zowel gesproken als geschreven taal. In dit stadium kan een patiënt zich doorgaans nog adequaat uitdrukken.

### Matig
De progressieve verslechtering leidt er uiteindelijk toe dat een patiënt niet meer zelfstandig kan functioneren. Spraakproblemen worden duidelijker omdat patiënten niet meer op woorden kunnen komen (woordvindingsproblemen, amnestische afasie). De lees- en schrijfvaardigheid gaan geleidelijk verloren. Complexe bewegingen worden minder gecoördineerd, waardoor de kans op vallen groter wordt. Ongeveer één derde van de alzheimerpatiënten krijgt te maken met illusionaire vervalsingen / een identificatiesyndroom, en andere waanbeelden. Ziekte-inzicht neemt verder af (anosognosie). Urine-incontinentie kan ontstaan. Deze kenmerken zijn vaak belastend voor het zorgsysteem van de patiënt (zijn/haar naasten). Om het zorgsysteem te ontlasten, worden patiënten vaak overgeplaatst naar verzorgingstehuizen.

### Gevorderd
In de laatste stadia van de ziekte is de patiënt volledig afhankelijk van de zorg van anderen. De taal is beperkt tot korte zinnen of losse woorden en kan uiteindelijk compleet verloren gaan. Ondanks het feit dat patiënten niet meer kunnen praten, kunnen ze emotionele tekenen nog wel herkennen en beantwoorden. Agressiviteit kan nog voorkomen, maar ernstige apathie en vermoeidheid komen veel vaker voor. In zeer vergevorderde stadia is de spiermassa dusdanig afgenomen dat patiënten niet meer uit bed kunnen komen en niet meer zelfstandig kunnen eten. De doodsoorzaak is vaak een factor van buitenaf, zoals longontsteking of drukwonden/doorligwonden (decubitus); niet de ziekte zelf.

### Diagnosestelling
De ziekte van Alzheimer wordt door een arts, bijvoorbeeld een neuroloog of klinisch geriater, (neuro)psychiater of huisarts vastgesteld door middel van anamnese en onderzoek. Een veel gebruikt screeningsinstrument is de Mini-mental state examination. Verder wordt een uitgebreide medische anamnese afgenomen en worden gesprekken met de familie gevoerd (heteroanamnese).
Enkele eenvoudige tekenen van cognitieve achteruitgang waaraan de ziekte in vroege stadia te herkennen is, zijn:[noot]
- het steeds stellen van dezelfde vragen;
- hetzelfde verhaal woord voor woord herhalen;
- eenvoudige taken, die men vroeger makkelijk aankon, niet meer kunnen uitvoeren, zoals koken, kaartspelen, dingen repareren, etc.;
- problemen met betalen van rekeningen of bijhouden van de administratie (terwijl men dat vroeger wel kon);
- in een bekende omgeving de weg kwijtraken of gedesoriënteerd raken;
- de persoonlijke hygiëne verwaarlozen, zoals aantrekken van schone kleren of douchen;
- beslissingen die men vroeger zelf nam aan anderen overlaten, bijvoorbeeld wat er in de supermarkt gekocht moet worden of waarheen men nu moet gaan.

Opmerking: Geen van de tekenen op zich, of zelfs in combinatie met andere tekenen, geeft een zekere indicatie van de ziekte. Wel is het verstandig bij het optreden van meerdere tekenen van abnormaal gedrag een arts of specialist te raadplegen.

## Oorzaken en risicofactoren

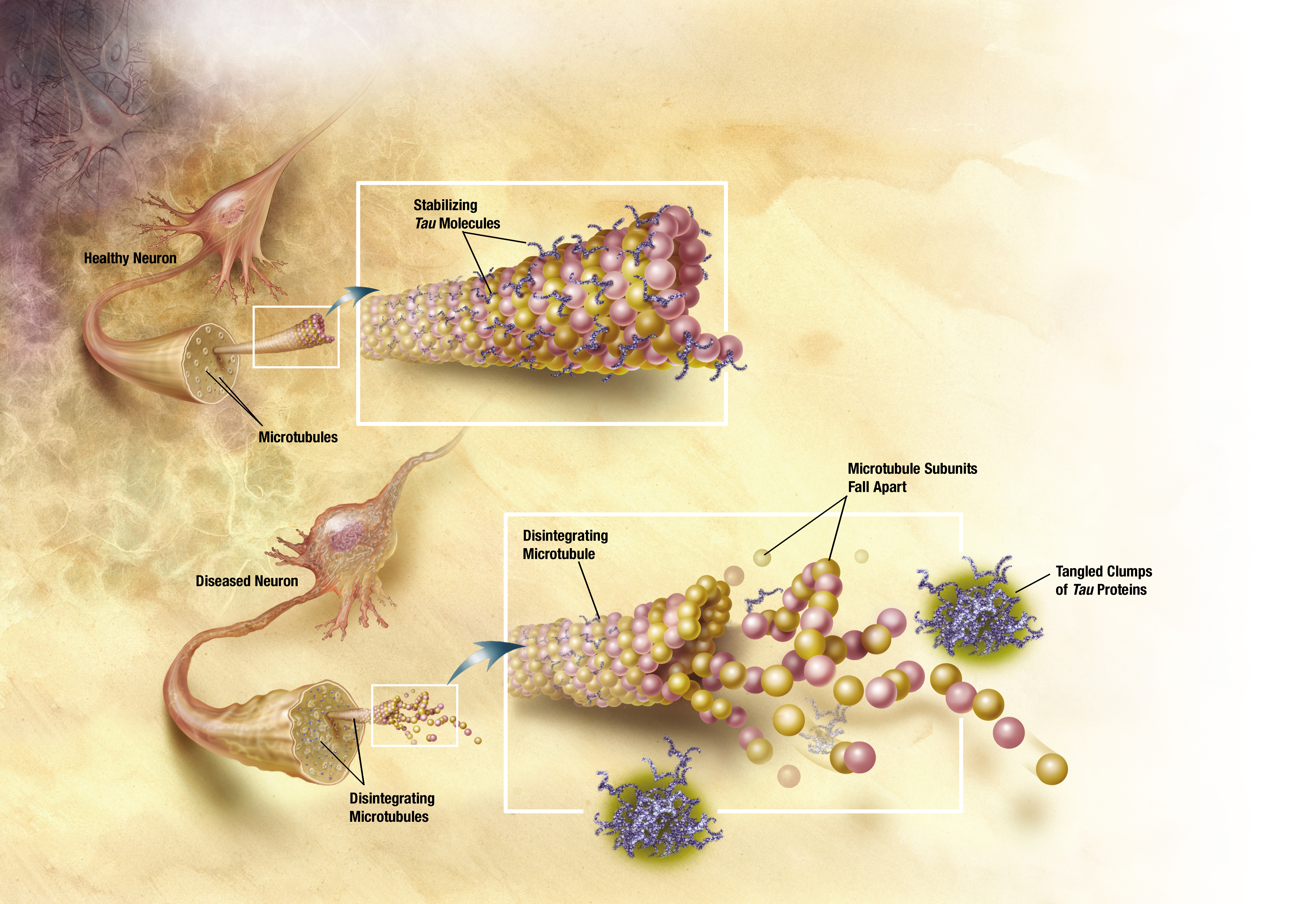
Diagram van de desintegratie van de microtubuli

Rol van eiwittenDe ziekte wordt volgens de meest geaccepteerde hypothese veroorzaakt door een te grote hoeveelheid van een bepaald eiwit (bèta-amyloïd) dat plaques (klonten) vormen buiten de hersencellen. Die te hoge hoeveelheid kan komen door te hoge aanmaak, bijvoorbeeld door erfelijke afwijkingen in het amyloïdprecursorproteïne: APP. Ook is er een intracellulair kenmerk van de ziekte, namelijk kluwens (verstrengelingen) van het eiwit Tau. Verstrengeling van het Tau-eiwit, een eiwit dat een rol speelt bij het vervoer van voedingsstoffen door de cel, leidt ertoe dat hersencellen afsterven. Bij post-mortemonderzoek wordt een sterk gekrompen hersenschors (atrofie) gevonden, met buiten de zenuwcel gelegen amyloïdneerslagen (seniele plaques), die ook rond de bloedvaten in de hersenen voorkomen. Daarnaast zijn er in de cel gelegen verstrengelingen van het eiwit Tau (neurofibrillaire kluwens) te vinden. Deze neerslagen zijn niet gelijkmatig over de hersenschors verdeeld. Met name gedeelten van de hersenschors waar geheugenfuncties gelokaliseerd zijn, zijn in het begin aangedaan. Vooralsnog is de ziekte van Alzheimer een ziekte aan de grijze stof van het cerebrum.
HSV-1 virusIn tal van onderzoeken tracht men het verband te bewijzen tussen het HSV-1 virus en de Ziekte van Alzheimer, waarbij men van de veronderstelling uitgaat dat het HSV-1 virus de veroorzaker van de ziekte is. Tot op heden is het exacte bewijs hiervoor nog niet geleverd.
Erfelijke factorenEr blijkt een genetische predispositie te bestaan voor alzheimer. De erfelijkheid bedraagt naar schatting 76%. De laat beginnende alzheimer is vermoedelijk een gevolg van een samengaan van zowel genetische als omgevingsinvloeden. De vroege variant lijkt daarentegen vooral door genetische factoren bepaald. Het ApoE4-gen bij mensen geeft een verhoogde kans op de ziekte, met name voor de vroeg beginnende versie. Mensen die over het ApoE3 en ApoE4 beschikken hebben een driemaal verhoogde kans op de ziekte van Alzheimer, en mensen die over twéé ApoE4 allelen beschikken hebben een 14 maal verhoogde kans op de ziekte. 50% van de mensen met ApoE4 krijgen echter géén alzheimer en veel alzheimerpatiënten hebben geen ApoE4-allel(en). Recentelijk hebben onderzoekers nieuwe risicogenen voor alzheimer gevonden in een onderzoek van een zeer grote populatie. Deze genen coderen eiwitten die een rol spelen bij de cholesterolhuishouding en ontstekingsmechanismen in de hersenen.
RokenRoken geeft een verhoogd risico op de Ziekte van Alzheimer.
PesticidenEr is een groeiende hoeveelheid bewijs dat blootstelling aan chemische bestrijdingsmiddelen de incidentie van de Ziekte van Alzheimer verhoogt.
DiabetesEen andere nog weinig onderzochte theorie is de rol van diabetes. Sommigen zien alzheimer als type 3 diabetes. Hierbij zorgt insulineresistentie ervoor dat de hersencellen geen glucose kunnen opnemen. Zonder deze voor de hersencellen primaire brandstof sterven ze langzaam af.
Aluminium en kwikDe rol van aluminium en kwik (in amalgaam-vullingen) als veroorzakers van alzheimer is nog niet opgehelderd. Een belangrijke rol lijkt zeer onwaarschijnlijk. De hoeveelheid onderzoek is beperkt en spreekt elkaar deels tegen. Andere co-factoren die misschien(!) een rol spelen, zijn andere metalen (bijvoorbeeld koper), ontstekingsreacties in de hersenen, een tekort aan vitamines, oxidatieve stress en metabole verstoringen.
OverigOverige mogelijke oorzaken/factoren zijn:
- Onvoldoende lichaamsbeweging
- Overgewicht
- Veelvuldige stress
- Hersenletsel
- Depressie
- Hoge bloeddruk op middelbare leeftijd
- Weinig cognitieve activiteit
- Weinig opleiding
- Een hoge consumptie van verzadigde vetten, vlees en ultrabewerkte voeding
- Benzodiazepinen worden in verband gebracht met een hogere kans op de ziekte
- Ontstekingsremmers zouden de ontwikkelingskans juist verlagen

## Vroege detectie

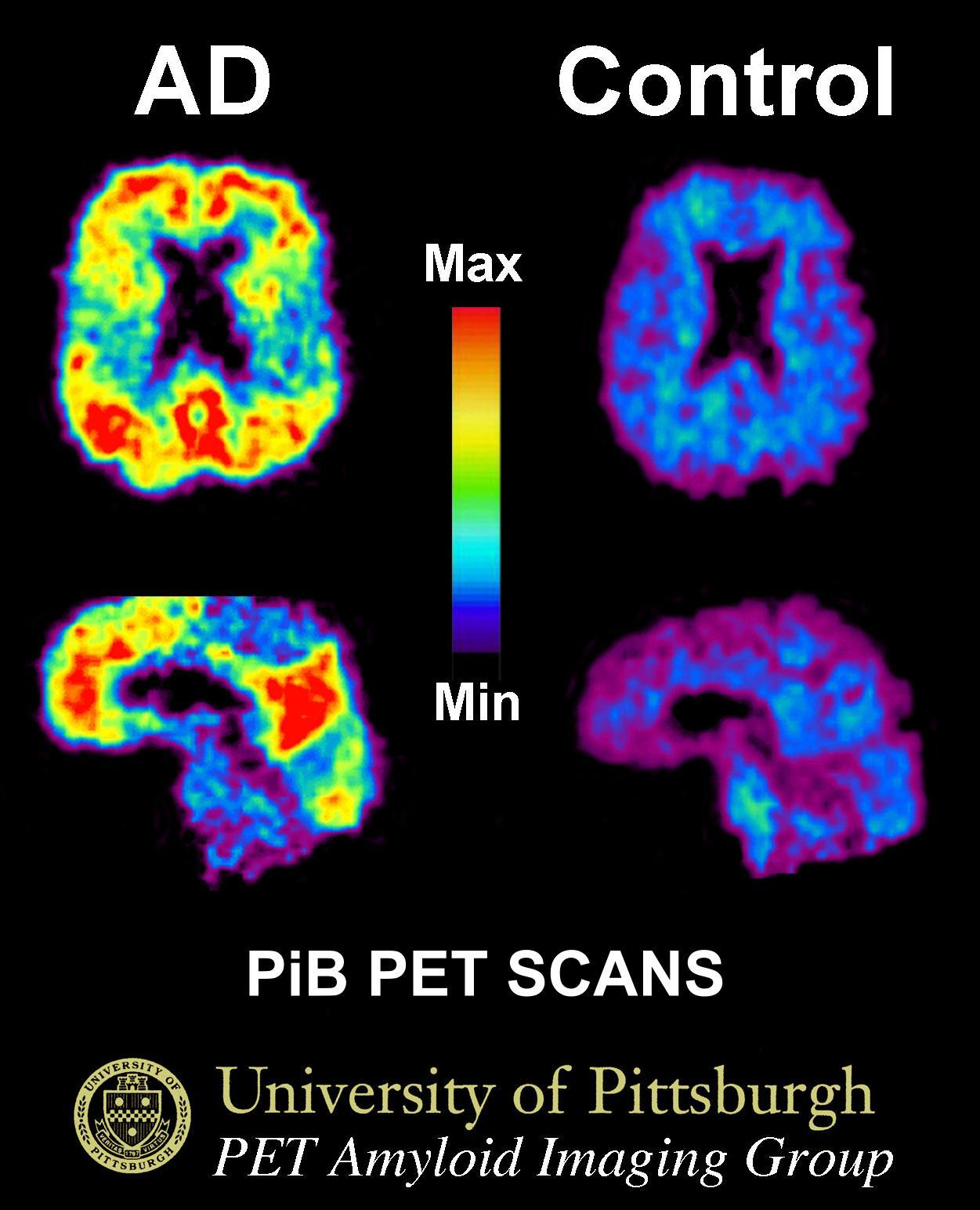
Een PET-scanbeeld van de hersenen van een alzheimerpatiënt (AD) en een gezonde proefpersoon (Control)

Vroege detectie of vaststelling van de ziekte van Alzheimer vormt momenteel een belangrijk onderwerp van studie. Een nieuwe techniek is het in beeld brengen van het amyloïd in de hersenen door middel van een PET-scan. Daarbij wordt door een arts een radioactieve stof in de bloedbaan van de arm gespoten. De stof (Pittsburg compound B of PiB genaamd) gaat vervolgens een chemische verbinding aan met het in de hersenen aanwezige amyloïd. De plaques of afbraakproducten worden dan zichtbaar in het beeld van de scanner. Deze test is echter niet erg gevoelig en bovendien niet specifiek voor de ziekte van Alzheimer aangezien plaques soms ook in de hersenen van normale ouderen voorkomen. Een andere, meer specifieke, techniek is de lumbale punctie, waarbij de ruggenmergvloeistof wordt onderzocht op afbraakproducten van amyloïd. Beide technieken zijn relatief duur en vereisen gespecialiseerd personeel. Er is zodoende behoefte aan een eenvoudige en goedkope diagnostische test, die de ziekte in een zo vroeg mogelijk stadium kan detecteren.
Een van de mogelijke kandidaten hiervoor is een reuktest met pindakaas, die gebruikmaakt van een geconstateerd verschil in reukvermogen tussen het linkerneusgat en rechterneusgat bij Alzheimerpatiënten. Een van de eerste hersenstructuren die bij deze ziekte wordt aangetast is de reukzenuw. Voordat deze pindakaastest daadwerkelijk gebruikt kan worden bij de diagnose van vroege Alzheimer dient hij echter nog verder onderzocht te worden.
De mitochondriën functioneren slechter aan het begin van de ziekte van Alzheimer.
Een simpele test is de zogenaamde kloktekentest.

## Alzheimer en opleidingsniveau

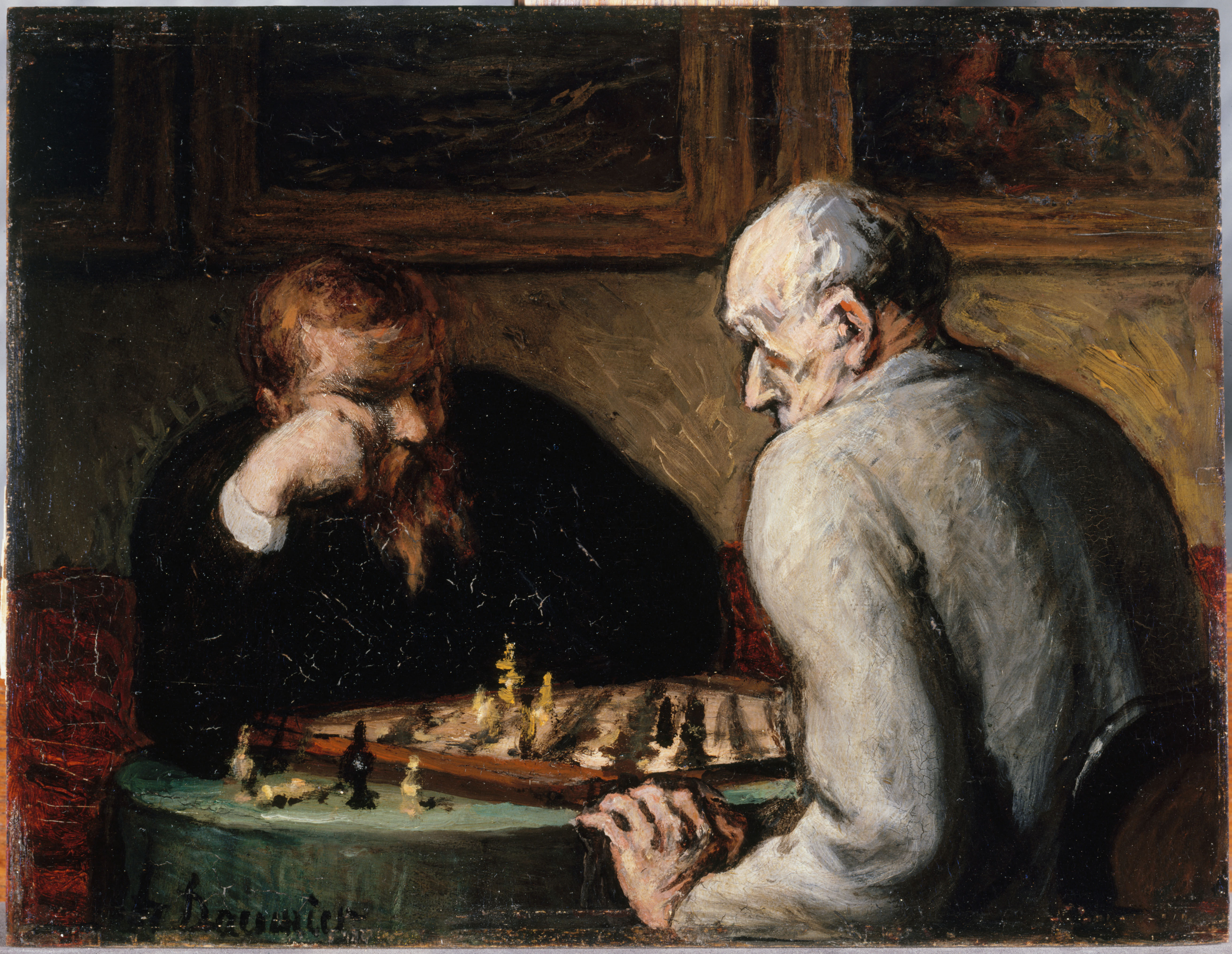
Het hebben van sociale contacten en oplossen van puzzels of schaken wordt in studies van veroudering soms genoemd als middel tegen cognitieve achteruitgang op latere leeftijd. Voorlopig is echter een causale relatie nog niet duidelijk aangetoond.

Epidemiologische studies tonen aan dat ouderen met een hoger opleidingsniveau minder kans hebben op het ontwikkelen van de ziekte van Alzheimer. Een hoger opleidingsniveau beschermt ouderen echter niet zozeer tegen neurodegeneratieve en vasculaire pathologie (afwijkingen in het weefsel van de hersenen) die vaak optreedt bij de ziekte van Alzheimer. Wél lijkt het de klinische expressie van de ziekte te dempen in de jaren voor het overlijden. Mogelijk heeft dit te maken met een grotere 'cognitieve reserve' of een groter hersengewicht bij mensen met een hoger opleidingsniveau. Hierdoor zouden de negatieve gevolgen van hersenafwijkingen voor het gedrag kunnen worden gecompenseerd of pas op zeer hoge leeftijd zichtbaar worden.

## Voorkomen (prevalentie)
In 2015 waren er wereldwijd naar schatting 29,8 miljoen mensen met de ziekte van Alzheimer. In België zijn er 85.000 patiënten en jaarlijks komen er tot 20.000 bij. In Nederland zijn er 250.000 patiënten. De ziekte van Alzheimer is de meest voorkomende variant van dementie: bij twee derde van alle patiënten die dement zijn gaat het om Alzheimer.
Volgens het Centraal Bureau voor de Statistiek is het aantal mensen in Nederland dat aan de ziekte van Alzheimer overlijdt sinds 1996 met ruim 600% gestegen. In Vlaanderen is er een soortgelijke ontwikkeling te constateren.

### Nederland
Bron: CBS. Wijzigingen per juni 2016.
| Jaar | Mannen | Vrouwen | Totaal |
| ---- | ------ | ------- | ------ |
| 1996 | 119    | 464     | 583    |
| 1997 | 143    | 542     | 685    |
| 1998 | 160    | 444     | 604    |
| 1999 | 174    | 526     | 700    |
| 2000 | 166    | 513     | 679    |
| 2001 | 180    | 559     | 739    |
| 2002 | 228    | 646     | 874    |
| 2003 | 227    | 669     | 896    |
| 2004 | 226    | 653     | 879    |
| 2005 | 261    | 726     | 987    |
| 2006 | 291    | 859     | 1150   |
| 2007 | 330    | 884     | 1214   |
| 2008 | 396    | 1073    | 1469   |
| 2009 | 450    | 1173    | 1623   |
| 2010 | 519    | 1349    | 1868   |
| 2011 | 596    | 1457    | 2053   |
| 2012 | 654    | 1704    | 2358   |
| 2013 | 940    | 2115    | 3055   |
| 2014 | 944    | 2217    | 3161   |
| 2015 | 1044   | 2452    | 3496   |

### België
Bron: Vlaams Agentschap Zorg en Gezondheid.
| Jaar | Mannen | Vrouwen | Totaal |
| ---- | ------ | ------- | ------ |
| 2000 | 159    | 295     | 454    |
| 2001 | 165    | 321     | 486    |
| 2002 | 182    | 341     | 496    |
| 2003 | 221    | 406     | 627    |
| 2004 | 215    | 382     | 597    |
| 2005 | 234    | 433     | 667    |
| 2006 | 263    | 483     | 746    |
| 2007 | 263    | 513     | 776    |
| 2008 | 308    | 590     | 898    |
| 2009 | 339    | 600     | 939    |
| 2010 | 372    | 638     | 1010   |
| 2011 | 363    | 650     | 1013   |
| 2012 | 418    | 785     | 1203   |
| 2013 | 438    | 775     | 1213   |
| 2014 | 394    | 689     | 1083   |

## Behandeling
Er is geen genezing voor de ziekte van Alzheimer; beschikbare medicinale en niet-medicinale behandelingen hebben maar een klein symptomatisch effect. De overige behandelingen voor de ziekte van Alzheimer hebben slechts een palliatief effect.

### Geneesmiddelen
Voor de behandeling van de ziekte van Alzheimer worden vooral acetylcholinesteraseremmers gebruikt. Deze stoffen remmen het acetylcholinesterase-enzym waardoor acetylcholine minder snel afgebroken wordt, waardoor zowel de concentratie als de werkingsduur van de neurotransmitter wordt verhoogd. Reden voor het gebruik van acetylcholinesteraseremmers is de vroege atrofiëring van de basale voorhersenen, meer specifiek de nucleus basalis van Meynert, vanwaaruit in de hersenen via verscheidene circuits acetylcholine vrijgegeven wordt. Een publicatie in de British Medical Journal uit 2005 stelde echter dat de werkzaamheid van deze acetylcholinesteraseremmers niet gefundeerd is.
Het nemen van een voedingssupplement met vitamine B6, B12 en foliumzuur blijkt het ziekteproces bij mensen met de eerste stadia van de ziekte van Alzheimer significant te kunnen remmen. Behandeling met deze B-vitamines is de eerste behandelmethode waarvan aangetoond is dat het de vermindering van het hersenvolume (atrofie) bij de ziekte van Alzheimer significant kan doen verminderen. Het gaat dan met name om de delen van de hersenen waarin de ziekte zich vooral manifesteert, zoals de temporale kwab, en die geassocieerd zijn met cognitieve achteruitgang.
In oktober 2019 werd bekendgemaakt dat aducanumab, een middel dat de seniele plaques moet opruimen, een remmend effect had op de achteruitgang in het denkvermogen en het functioneren van mensen met een beginnende ziekte van Alzheimer. Dit middel is een van de eerste middelen met een aangetoond effect op de ziekteprocessen van alzheimer. Aducanumab kreeg in december 2021 geen goedkeuring van het Europees Geneesmiddelenbureau,; de voordelen zouden niet tegen de risico's opwegen.
Er is geen enkel geneesmiddel dat de ziekte van Alzheimer kan genezen. De gebruikte middelen bestrijden voornamelijk de symptomen en of vertragen het ziekteverloop.
In Nederland en België zijn enkele middelen voor dementie beschikbaar: donepezil (Navazil), rivastigmine (Exelon), galantamine (Reminyl) en memantine (Ebixa). De eerste drie zijn acetylcholine-esterase-remmers, bedoeld voor mensen die een lichte of matige vorm van de ziekte hebben. De medicijnen gaan de verslechtering van het geheugen enigszins tegen. Het vierde middel, memantine, behoort tot de medicijnengroep NMDA-antagonisten en wordt gebruikt bij meer gevorderde stadia van de ziekte, om ook probleemgedrag, zoals onrust of agressie, te verminderen. Het Belgisch Centrum voor Farmacotherapeutische Informatie stelde echter dat de voordelen beperkt zijn en dat de medicijnen niet de evolutie van de ziekte kunnen afremmen. Ook de terugbetaling staat ter discussie.
In 2025 zette de Europese Commissie het licht op groen voor Leqembi, een andere medicatie tegen de ziekte, op basis van lecanemab, na een nieuw, en ditmaal positief advies van het Europees Geneesmiddelenbureau, De behandeling vertraagt de vooruitgang van de ziekte, in plaats van enkel de symptomen aan te pakken, maar is alleen aangewezen voor bepaalde categorieën patiënten.

### Wetenschappelijk onderzoek naar medicatie bij Alzheimer
Er wordt volop onderzoek gedaan naar een medicijn voor Alzheimer.
Een onderzoek uit 2012 naar behandeling van Alzheimer met het middel bexaroteen bleek een jaar later nauwelijks herhaalbaar. Het was een onderzoek gebaseerd op proeven met muizen met Alzheimer, dat tot optimistische reacties leidde, maar het blijkt veel complexer dan aanvankelijk gedacht. De muizen met Alzheimer vertoonden verstoord nestelgedrag; binnen enkele dagen na het starten van de behandeling vertoonden ze normaal nestelgedrag. Bij deze muizen bleek in het onderzoek dat het toedienen van bexaroteen tot gevolg had dat de plaques in de hersenen binnen drie dagen voor circa 50% verdwenen en dat de Alzheimersymptomen bij de muizen, zoals geheugenverlies, sterk verminderden. De onderzoekers concludeerden dat door bexaroteen de concentratie van het apolipoproteïne E-enzym (ApoE) toenam. Dit enzym breekt de plaques af. Het enzym is ook actief bij het afbreken van in het bloed opgeloste amyloïde: de niveaus hiervan bleken in het muizenbloed zeer sterk te dalen. Bexaroteen, oorspronkelijk een medicijn dat wordt gebruikt bij de behandeling van een bepaald type lymfeklierkanker, heeft, vergeleken met andere middelen, relatief weinig bijwerkingen.

## Preventie
Wetenschappers zoeken al jaren naar preventiemethodes voor de ziekte. Uit een “natuurlijk experiment” in Wales over de jaren 2013-2020 bleek dat in een groep zeventigers tot 20% minder Alzheimer-diagnoses waren gesteld, zeven jaar na het toedienen van Zostavax, een vaccin tegen gordelroos.

## Levensverwachting (prognose)
De gemiddelde levensverwachting na diagnose is drie tot negen jaar.

## Hulp verstrekken
Bij het verzorgen en het begeleiden van iemand met een dementie krijgen de volgende punten aandacht:
- de leefgewoonten voordat de dementie begon;
- eisen waaraan de woonsituatie moet voldoen;
- begeleiding en de lichamelijke verzorging;
- medicatie.

### Leefgewoonten
Het kennen van de leefgewoonten van iemand met een dementie is voor een goede verzorging en begeleiding belangrijk, omdat het de mogelijkheid biedt het gedrag beter te begrijpen. Aansluiten bij de gewoontes met betrekking tot onderstaande routines zal onrust en verwardheid verminderen:
- de zelfverzorging;
- fysieke conditie en fitness;
- de kleding;
- het gebruik van eten en drinken;
- het gebruik van genotmiddelen;
- het dag- en nachtritme en de nachtrust;
- de levensovertuiging.

Het is zinvol om van de leefgewoonten een overzicht samen te stellen zodat een ieder die bij de hulp betrokken is daarvan kennis kan nemen. Dit is een hulpmiddel om:
- het gedrag beter te begrijpen en in te voelen;
- de basisveiligheid te vergroten;
- de doelmatigheid van de hulp te verbeteren;
- de communicatiemogelijkheden te vergroten.

### Alzheimer en dieet
Volgens onderzoekers kan een evenwichtig dieet beschermen tegen cognitieve stoornissen op latere leeftijd. 65-plussers die regelmatig voedingsstoffen als bladgroenten, tomaten, noten, vis en gevogelte gebruiken zouden minder kans lopen op de ziekte van Alzheimer, dan mensen die veel vette melkproducten, rood- en orgaanvlees gebruiken. Een gezond dieet bevat stoffen als omega-3, omega-6, onverzadigde vetzuren, vitaminen E en B12 en foliumzuur. Dieetpatronen hangen vaak samen met iemands etnische en sociaaleconomische achtergrond. Daardoor is het mogelijk dat resultaten van studies naar effecten van voeding op de kans op het krijgen van alzheimer mede worden bepaald door andere factoren die binnen deze groepen verschillen. Bijvoorbeeld genetische verschillen, verschillen in opleiding of verschil in de hoeveelheid lichaamsbeweging.

### Woonsituatie
Het is belangrijk na te gaan waar gevaar kan ontstaan. Bijvoorbeeld de opbergplaats van medicijnen en andere gevaarlijke stoffen. Aandacht vraagt ook de sluiting van deuren, ramen en trappen. Om te proberen iemand die dement is zo goed mogelijk "bij de tijd" te houden, is het van belang dat tijd en datum op een vaste plaats goed zichtbaar zijn. Dit "bij de tijd" houden kan ook gestimuleerd worden door een goed gebruik van de media en het bij de hand hebben van een fotoalbum van de familie. Het geeft duidelijkheid als wordt vastgehouden aan activiteiten op tijdstippen waaraan men gewoon is. Dit geldt bijvoorbeeld voor opstaan, wassen, maaltijden, rusten en het innemen van medicatie.

### Lichaamsverzorging
Bij de lichaamsverzorging heeft iemand met de ziekte van Alzheimer vaak begeleiding nodig. Belangrijk is dat deze taak niet direct overgenomen wordt maar dat, al is het wat minder goed, zo veel mogelijk door de persoon zelf gedaan wordt.
Door de ziekte zal een patiënt soms niet in staat zijn op adequate wijze aan te geven waar men pijn heeft of dat men zich niet lekker voelt. Naast een goede observatie van het lichamelijk functioneren is het kennen van de leefgewoonten een belangrijk hulpmiddel. Als bijvoorbeeld een demente man steeds maar zijn broekriem los doet, hoeft dat niet het gevolg te zijn van decorumverlies, maar kan dat er op duiden dat hij pijn in zijn buik heeft. Steeds kleine beetjes urine verliezen hoeft niet er op te wijzen dat er onzindelijkheid optreedt, maar kan ook betekenen dat er mogelijk een afwijking aan de blaas of de nieren is. Minder "helder" worden kan door de dementie komen, maar ook door een andere afwijking, bijvoorbeeld diabetes. Een verandering in het lichamelijk functioneren is een signaal de huisarts te raadplegen.

### Omgaan met decorumverlies
Decorum kan omschreven worden als het gevoel dat de mens heeft voor wat wel en wat niet passend is in een bepaalde situatie. Decorumverlies is een veelvoorkomend verschijnsel bij de ziekte van Alzheimer. Er is dan sprake van een geheel of gedeeltelijk onvermogen om zich in een situatie passend te gedragen. Als gevolg daarvan bestaat de kans dat men door de omgeving wordt afgewezen en er conflicten en/of vereenzaming ontstaat. Het is daarom zaak verlies van gevoel voor decorum zo veel mogelijk te voorkomen. Het kennen van de leefgewoonten is daarbij een belangrijk hulpmiddel. Door decorumverlies kan ook het taalgebruik grover worden. Correctie daarvan op bevoogdende wijze zal als regel negatief werken op de relatie met de persoon met alzheimer.

## Onderzoek en ondersteuning
Sedert 1994 heeft de Wereldgezondheidsorganisatie (WHO) 21 september uitgeroepen tot Wereld Alzheimer Dag.

### België
- Bart De Strooper is actief in onderzoek naar Alzheimer aan de KU Leuven en University College London. Ook Christine Van Broeckhoven werkzaam aan de Universiteit Antwerpen, is een bekend onderzoekster naar de oorzaken van Alzheimer.
- De Stichting voor Alzheimer Onderzoek (SAO) heeft tot doel financiële steun geven aan basis, klinisch en diagnostisch wetenschappelijk onderzoek naar de ziekte van Alzheimer en aanverwante hersenziekten.
- De Vlaamse Alzheimer Liga is pluralistisch en niet gebonden aan andere organisaties. Ze heeft samenwerkingsverbanden met andere zelfhulpgroepen en organisaties. Naast het ondersteunen van de uitwisseling van kennis en ervaring met de ziekte van Alzheimer (via familiegroepen), doet de Liga ook aan sensibilisering.

### Nederland
- Alzheimer Nederland, opgericht door Henk ter Haar, is de organisatie voor mensen met dementie en hun naasten. Deze stichting geeft informatie & hulp en biedt online en offline lotgenotencontact. Daarnaast is de stichting belangenbehartiger en financiert wetenschappelijk onderzoek.
- Stichting Vrienden van het Herseninstituut financiert fundamenteel hersenonderzoek naar de ziekte van Alzheimer aan het Nederlands Herseninstituut.